# Grandchamp-le-Château
Grandchamp-le-Château település Franciaországban, Calvados megyében. Lakosainak száma 83 fő (2018. január 1.). Grandchamp-le-Château Les Authieux-Papion, Lécaude, Le Mesnil-Mauger, Le Mesnil-Simon és Saint-Julien-le-Faucon községekkel határos.

## Népesség
A település népességének változása:
| Lakosok száma | 108  | 101  | 88   | 79   | 69   | 68   | 68   | 70   | 84   | 83   |
|               | 1968 | 1975 | 1982 | 1990 | 1999 | 2011 | 2013 | 2015 | 2017 | 2018 |